# Hocine Houara
Haouara Hocine (en arabe : هوارة  حسين), né le 1er mars 1948, à El Kantara (Biskra), artiste peintre algérien, sculpteur et enseignant. 

## Biographie
Hocine Haouara est l'un des fondateurs du mouvement pictural dans les Aurès. En 1998, il est membre fondateur de la Fondation Auresienne des Sciences Art et Culture (FA-SAC).
Il a été conseillé de PRISMA. 
En 1973, à l’École supérieure des beaux-arts d'Alger, Hocine Houara obtient son diplôme d’artiste peintre.

## Expositions
- En 1977,  exposition au Festival de Timgad[1].
- En 1978 exposition collective au festival de Timgad et durant la semaine culturelle de Biskra[1].
- En 1979, il participe a une exposition collective au 1er salon des Aurès, puis il organise une exposition individuelle à la Maison de la Culture de Batna [1].
- En 1983, pendant le mois de novembre, exposition à Alger[1].
- En 1988, exposition lors de son cinquantenaire[1].
- En 2003, année de l’Algérie en France,  il participe à des expositions en France  à Nice, à Lyon et à Lille[1].
- Ensuite, il expose aux semaines culturelles d'Alger, de Mostaganem et de Tizi Ouzou[1].
- En juillet 2015, exposition à Alger pour honorer la mémoire de Chérif Merzouki  et Abderrahmane Tamine avec la participation de Lamine Azzouzi , de Sofiane Dey et de Mohamed Berkane [2].

## Prix
Sa toile Nânaa  a eu  le 1er prix  au Festival international des arts plastiques de Souk Ahras en 1981.
Il fut honoré également par la présidence en 1987. 
En 1998 , il a été honoré et a eu la première médaille de la fondation Auresienne des Sciences Art et Culture (FA-SAC).

## Œuvres
- Témoin des siècles, elle a  suscité la polémique dans la ville de Batna[4].
- Nânaa